# Putignano (Teramo)
Putignano is een plaats (frazione) in de Italiaanse gemeente Teramo.